# Parlamentswahl in St. Vincent und den Grenadinen 2015

Wahlergebnisse nach Wahlkreis 2015.

Die Parlamentswahl in St. Vincent und den Grenadinen 2015 (General elections) wurde am 9. Dezember 2015 im karibischen Inselstaat St. Vincent und den Grenadinen abgehalten. Die Unity Labour Party (ULP) konnte ihr Wahlergebnis von der letzten Wahl mit einer Mehrheit von einem Sitz im House of Assembly halten. Die New Democratic Party (NDP) focht jedoch das Ergebnis in zwei Wahlkreisen an: in North Windward und Central Leeward.

## Wahlsystem
Die 15 Mitglieder des House of Assembly wurden in Einzelwahlkreisen nach dem First-past-the-Post-System gewählt.

## Wahlkampf
43 Kandidaten traten zur Wahl an. Die beiden größten Parteien waren die regierende Unity Labor Party von Premierminister Ralph Gonsalves, sowie die oppositionelle New Democratic Party von Arnhim Ulric Eustace. Beide Parteien stellten Kandidaten in allen 15 Wahlkreisen. Kleinere Parteien waren die Green Party und die Democratic Republican Party, die nur in sieben, respektive sechs Wahlkreisen antraten.
Da 11.902 der Stimmberechtigten erstmals zur Wahl zugelassen waren, kämpften beide großen Parteien um die jungen Wähler. Gonsalves betonte die Bedeutung der Jugend für „Lösungen für das Problem unserer Zivilisation“ („solutions to the problem of our civilisation“) anstelle von „Problemen, welche gelöst werden müssen“ („problems to be solved“). Eustace kündigte Initiativen an um Arbeitslosigkeit zu bekämpfen, inklusive von „Vorschlägen für Jugend, Sport und Kultur“ („proposals for youth, sports, and culture“).

## Durchführung
Die Organization of American States (OAS) entsandte ein Beobachterteam. Es gab 227 Wahllokale, die zwischen 07:00 und 17:00 Uhr geöffnet waren.

## Ergebnisse

Sitzverteilung im House of Assembly 2015.

| Partei                            | Partei                                       | Stimmen | %     | Sitze | +/- |
| --------------------------------- | -------------------------------------------- | ------- | ----- | ----- | --- |
|                                   | Unity Labour Party (ULP)                     | 34.246  |       | 52,28 | 8   |
|                                   | New Democratic Party (NDP)                   | 31.027  |       | 47,37 | 7   |
|                                   | Democratic Republican Party (DRP)            | 154     |       | 0,24  |     |
|                                   | Saint Vincent and the Grenadines Green Party | 77      |       | 0,12  |     |
|                                   |                                              |         |       |       |     |
| Gültige Stimmen                   | Gültige Stimmen                              | 65.504  | 99,69 |       |     |
| Ungültige Stimmen                 | Ungültige Stimmen                            | 202     | 0,31  |       |     |
| Gesamt                            | Gesamt                                       | 65.706  | 100   |       | 15  |
| Nichtwähler                       | Nichtwähler                                  | 23.821  | 26,61 |       |     |
| Wahlberechtigte / Wahlbeteiligung | Wahlberechtigte / Wahlbeteiligung            | 89.527  | 73,39 |       |     |

### Gewählte Abgeordnete
| Wahlkreis                          | Kandidat             | Partei               |
| ---------------------------------- | -------------------- | -------------------- |
| Central Kingstown                  | St Clair Leacock     | New Democratic Party |
| Central Leeward                    | Louis Straker        | Unity Labour Party   |
| East Kingstown                     | Arnhim Ulric Eustace | NDP                  |
| East St. George                    | Camillo Gonsalves    | ULP                  |
| Marriaqua                          | St. Clair Prince     | ULP                  |
| North Central Windward             | Ralph Gonsalves      | ULP                  |
| North Leeward                      | Roland Mathews       | NDP                  |
| North Windward                     | Montgomery Daniel    | ULP                  |
| Northern Grenadines                | Godwin L. Friday     | NDP                  |
| South Central Windward             | Saboto Caesar        | ULP                  |
| South Leeward                      | Nigel Stephenson     | NDP                  |
| South Windward                     | Frederick Stephenson | ULP                  |
| Southern Grenadines                | Terrance Ollivierre  | NDP                  |
| West Kingstown                     | Daniel Cummings      | NDP                  |
| West St. George                    | Cecil Mckie          | ULP                  |
| Source: I-Witness News. iwnsvg.com |                      |                      |

## Reaktionen
In Reaktion auf den Wahlsieg sagte Gonsalves: „Ich bin beschämt und geehrt, dass ie Menschen von St. Voncent und den Grenadinen unsere kühne Vision für die Zukunft angenommen haben und die Politik des Hasses abgelehnt haben“ („I am humbled and honoured that the people of St Vincent and the Grenadines embraced our bold vision for the future and rejected the politics of hate“). Er rief zur nationalen Einheit auf um die Herausforderungen der Entwicklung zu meistern. Er gab jedoch auch zu, dass es Probleme in den Wahlkreisen North Leeward und South Leeward gegeben habe und „auch wir rufen zu einer sofortigen Neuauszählung auf um sicherzustellen, dass alle Stimmen in diesen Wahlkreisen gezählt werden. Es gibt dort mehr abgelehnte Wahlzettel als im Durchschnitt und diese Wahlzettel sollten genau untersucht werden um herauszufinden, was die Wähler gewollt hatten“ („we are also calling for an immediate recount to ensure that all the votes are counted in those constituencies. There are more rejected ballots than the margin and those ballots should be examined closely to determine the intent of the voters“).
Die NDP weigerte sich, die Niederlage einzugestehen und berief sich auf die Unstimmigkeiten in Central Leeward Constituency. Eine Meldung der Partei lautete: „Wir von der New Democratic Party sind zuversichtlich, dass wir die Wahlen gewonnen haben aufgrund von Statistiken, die wir von unseren verschiedenen Wahlagenten erhalten haben. Unsere Zahlen zeigen, dass wir den Sitz in Central Leeward mit sechs Stimmen gewonnen haben, was bedeutet, dass wir die Wahlen mit acht zu sieben gewonnen haben.“ Der Oppositionsführer (Leader of the opposition), Arnhim Eustace, der seinen Sitz gegen den Kandidaten Luke Brown der ULP mit weniger als 50 Stimmen gewonnen hatte, ergänzte, dass es zahlreiche Irregularitäten in seinem Wahlkreis East Kingstown gegeben habe, inklusive „illegalem Wählen, und widersprüchlichen Wahllisten gegenüber den Agenten“.